# Штальгофен
Штальгофен (нім. Stahlhofen) — громада в Німеччині, розташована в землі Рейнланд-Пфальц. Входить до складу району Вестервальд. Складова частина об'єднання громад Монтабаур.
Площа — 2,98 км2. Населення становить 738 ос. (станом на 31 грудня 2020).